# Хампден (тауншип, Миннесота)
Хампден (англ. Hampden) — тауншип в округе Китсон, Миннесота, США. На 2000 год его население составило 51 человек.

## География
По данным Бюро переписи населения США площадь тауншипа составляет 93,2 км², из которых 93,2 км² занимает суша, водоёмов нет.

## Демография
По данным переписи населения 2000 года здесь находились 51 человек, 21 домохозяйство и 14 семей. Плотность населения —  0,5 чел./км². На территории тауншипа расположено 26 построек со средней плотностью 0,3 построек на один квадратный километр. Расовый состав населения: 100,00 % белых.
Из 21 домохозяйств в 42,9 % воспитывались дети до 18 лет, в 66,7 % проживали супружеские пары, в 4,8 % проживали незамужние женщины и в 28,6 % домохозяйств проживали несемейные люди. 28,6 % домохозяйств состояли из одного человека, при том 19,0 % из — одиноких пожилых людей старше 65 лет. Средний размер домохозяйства — 2,43, а семьи — 3,00 человека.
29,4 % населения — младше 18 лет, 2,0 % — в возрасте от 18 до 24 лет, 33,3 % — от 25 до 44, 19,6 % — от 45 до 64, и 15,7 % — старше 65 лет. Средний возраст — 37 лет. На каждые 100 женщин приходилось 112,5 мужчин. На каждые 100 женщин старше 18 приходилось 100,0 мужчин.
Средний годовой доход домохозяйства составлял 49 375 долларов, а средний годовой доход семьи — 66 250 долларов. Средний доход мужчин —  32 000  долларов, в то время как у женщин — 28 750. Доход на душу населения составил 28 822 доллара. За чертой бедности не находились ни одна семья и ни один человек.